# Union de la langue néerlandaise
L'Union de la langue néerlandaise (ou l'Union linguistique néerlandaise ; en néerlandais : Nederlandse Taalunie) est une institution créée en 1980 pour discuter des questions relatives à la langue néerlandaise entre ses trois membres : les Pays-Bas, la Belgique (la Flandre) et le Suriname.  Un important projet de l'Union a été la modification de l'orthographe néerlandaise en 1995.

## Description

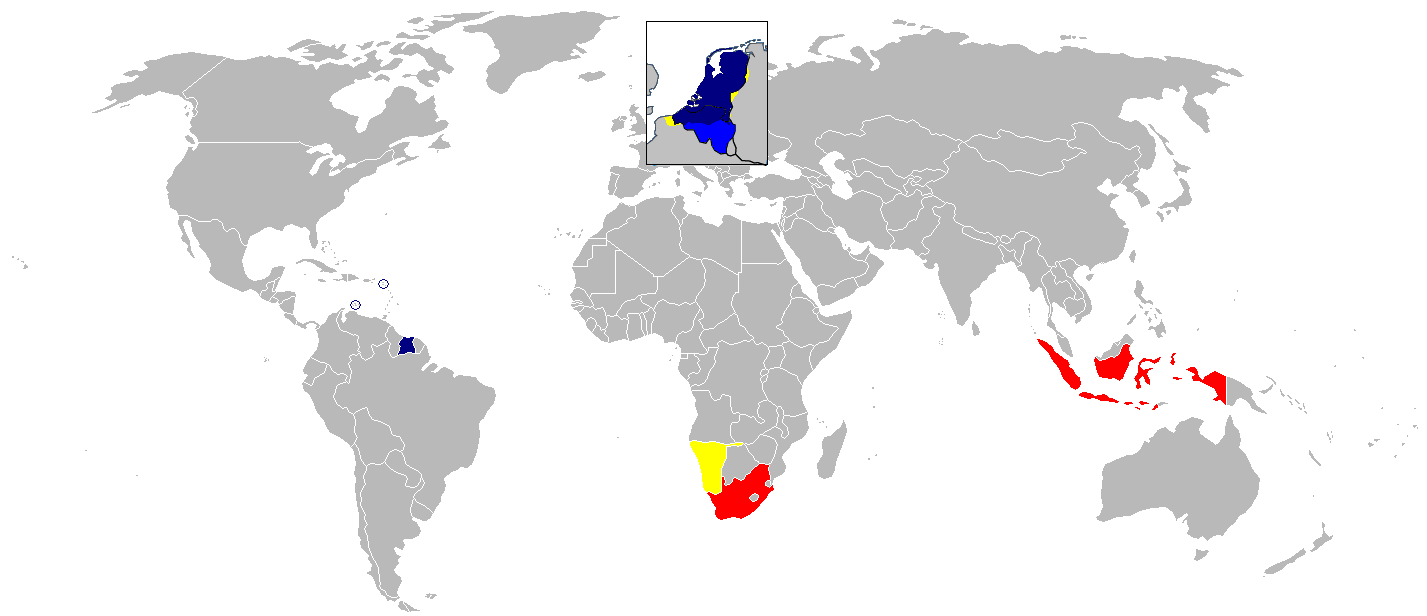
Pays membres de l'Union de la langue néerlandaise et pays de langues néerlandaise ou afrikaans :
Pays membres
Région linguistique non néerlandophone d'un pays membre
Partenaires privilégiés de l'Union linguistique
Autres régions où l'on parle le néerlandais ou l'afrikaans.

L'Union de la langue néerlandaise est créée après la signature, en 1980, par le gouvernement des Pays-Bas et de la Belgique du traité d'union linguistique pour une politique commune dans le domaine de la langue, de l'enseignement en néerlandais ainsi que de la culture liée à la langue.  Depuis le 12 janvier 2005, le Suriname est le troisième membre de l'Union.
L'Union linguistique néerlandaise est une structure de coopération internationale dans le domaine de la langue néerlandaise.  Elle vise à renforcer la collaboration dans le domaine de la littérature, de la langue et de l'enseignement de la langue.  Font partie de ses préoccupations :
- l'introduction d'une orthographe commune dans les trois pays membres ;
- le développement en commun d'instruments de travail durables, comme des ouvrages de référence ;
- l'édification d'une expertise et de l'expérience concernant l'enseignement en néerlandais ;
- la formation continue des enseignants de néerlandais et des traducteurs littéraires ;
- la politique linguistique de l'Union européenne.

L'Union linguistique néerlandaise soutient également l'enseignement du néerlandais dans l'ouest de l'Allemagne, la Belgique non néerlandophone et le nord de la France.  Elle s'efforce d'établir des liens étroits avec l'Afrique du Sud, bien que celle-ci ne soit pas membre, malgré l'importance de la population parlant l'afrikaans.  La Namibie, où l'afrikaans n'est certes pas la langue maternelle la plus répandue, bien qu'elle soit parmi les langues namibiennes celle qui est la mieux comprise, n'est pas membre.  L'Union entretient également des liens particuliers avec l'Indonésie, où le néerlandais est encore une langue assez maîtrisée.  L'Union linguistique n'a initialement pas eu de membres observateurs, comme d'autres organisations linguistiques en ont très fréquemment.

## Traité d'union linguistique

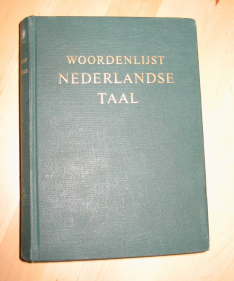
L'édition de 1954 du Lexique de la langue néerlandaise (Woordenlijst Nederlandse taal). Les éditions récentes sont prises en charge par l'Union de la langue néerlandaise.

Le titre officiel du traité d'Union linguistique est : Verdrag tussen het Koninkrijk België en het Koninkrijk der Nederlanden inzake de Nederlandse Taalunie (Traité entre le royaume de Belgique et le royaume des Pays-Bas concernant l'Union linguistique néerlandaise).  Il est signé à Bruxelles le 9 septembre 1980.
Le traité définit ainsi l'objectif de l'union linguistique :
« L'Union de la langue néerlandaise a pour objectif l'intégration des Pays-Bas et de la communauté néerlandophone de Belgique dans les domaines de la langue néerlandaise et de la littérature au sens le plus large. »
L'Union linguistique néerlandaise s'occupe, entre autres, de l'orthographe des mots et édite à cette fin le Lexique de la langue néerlandaise (Woordenlijst Nederlandse taal), mieux connu sous le nom du Petit Livre vert (Het groene boekje).  Il contient une liste de mots néerlandais.  L'édition de 1995 est actualisée en octobre 2005.
En tant qu'organisme intergouvernemental, l'Union linguistique occupe une position unique : ailleurs en Europe, il n'existe aucune institution qui puisse lui être directement comparée.

## Nouvelles adhésions depuis 1980

### Suriname, Antilles néerlandaises et Aruba
Le 12 décembre 2003, à Bruxelles, Medy van der Laan, secrétaire d'État néerlandaise à la culture, et le ministre surinamais de l'enseignement Walter Sandriman signent un accord d'association.  La ratification par le parlement du Suriname a lieu en décembre 2004, et, le 12 janvier 2005, le Suriname devient officiellement le troisième membre de l'Union linguistique.
En 2007 et en 2011 suivent des accords d'association avec respectivement les Antilles néerlandaises et Aruba.  En novembre 2013, Aruba et l'Union de la langue néerlandaise renouvèlent l'accord-cadre de coopération dans le domaine de la langue néerlandaise.

### Afrique du Sud

Mappemonde sur laquelle sont indiqués les pays où l'on parle le néerlandais ou l'afrikaans, langue issue du néerlandais.

Le secrétaire d'État néerlandais aux Affaires étrangères Frans Timmermans et le ministre flamand de la Culture Bert Anciaux plaident en 2008 pour l'adhésion de l'Afrique du Sud à l'Union de la langue néerlandaise.  Le protocole d'accord de coopération entre l'Afrique du Sud et l'Union de la langue néerlandaise est signé à Bruges le 20 novembre 2010, lors de la célébration du trentième anniversaire de l'Union de la langue néerlandaise.  Le 17 janvier 2014, l'Union de la langue néerlandaise déclare :
« Depuis lors, nous constatons que les résultats dans certains domaines, comme la coopération dans le domaine des technologies linguistiques et vocales, revêtent une forme plus définie que dans d'autres domaines.  Déjà depuis 1994, en dehors de la communauté néerlandophone, la coopération dans le domaine de l'étude de la langue et de la littérature néerlandaises s'effectue à la satisfaction de tout le monde.  Comme il s'agit d'un accord multilatéral, il est souhaitable de prendre en compte les besoins et les attentes de tous les partenaires concernés.  Nous avons l'intention de consulter le gouvernement sud-africain lorsque la question se pose de savoir si l'on doit revoir la coopération. »
En septembre 2014, après une longue préparation, la Bibliothèque numérique des lettres néerlandaises (DBNL) crée une section indépendante consacrée à la littérature afrikaans.  La mise en œuvre de la DBNL est rendue possible grâce au soutien financier, entre autres, de l'organisation néerlandaise pour la recherche scientifique (nl) et de l'Union de la langue néerlandaise. 
En 2018, le néerlandais ne serait plus parlé que par environ 60 000 citoyens Sud-Africains.

## Initiatives lancées par l'Union de la langue néerlandaise

### Prix des lettres néerlandaises
Depuis 1986, le Prix des lettres néerlandaises est du ressort de l'Union linguistique.  Ce prix, qui existe depuis 1956, récompense tous les trois ans une œuvre originale de prose ou de poésie en néerlandais.  Le comité de ministres placé à la tête de l'Union linguistique nomme le jury indépendant chargé de décerner le prix.

### Histoire de la littérature néerlandaise
Le 23 février 2006, la première partie (sur la littérature moyen-néerlandaise) et la dernière partie (sur la littérature néerlandaise à partir de la seconde moitié du XXe siècle) d'une nouvelle Histoire de la littérature néerlandaise (Geschiedenis van de Nederlandse literatuur) en neuf volumes, rédigée sous les auspices de l'Union linguistique, ont été offertes dans la Grande église de Bréda à LL. AA. RR. Máxima des Pays-Bas et Mathilde de Belgique.

### Point d'appui de la terminologie néerlandophone
Le 1er avril 2007, l'Union de la langue néerlandaise crée le Steunpunt Nederlandstalige Terminologie (Point d'appui de la terminologie néerlandophone), qui est avant tout un service d'aide et un point d'information sur tous les aspects de la terminologie dans la région linguistique néerlandophone.  En outre, le Point d'appui met à jour le site web de l'Union de la langue néerlandaise, NedTerm, qui sert de source primaire d'information dans le domaine de la terminologie néerlandaise.  Il prend également en charge la politique terminologique poursuivie par l'Union de la langue néerlandaise à travers sa Commission de Terminologie (Commissie Terminologie, dont l'acronyme est CoTerm) et les activités de la Société flamando-néerlandaise de la terminologie NL-Term.

## Secrétaires généraux
- 1982 – 1984 : (nl) Bernard de Hoog
- 1984 – 1992 : (fl) Oscar De Wandel
- 1993 – 1997 : (nl) Greetje van den Bergh
- 1998 : (nl) Joep Baartmans (par intérim)
- 1998 – 2004 : (fl) Koen Jaspaert
- 2004 – 2012 : (nl) Linde van den Bosch
- 2013 – 2017: (fl) Geert Joris
- 2017 – ... : (nl) Hans Bennis